# Parque de las Esculturas
El Parque de las Esculturas es un parque ecoturístico y museo al aire libre, ubicado en la ciudad de Cuautitlán Izcalli, Estado de México. 
En 1973, se convirtió en el lugar donde se colocó la piedra angular luego de la concepción oficial del municipio de Izcalli. Trabajando con la escultora Charlotte Yazbek para su diseño y promoción, en 1976, donó diecisiete de sus obras para exhibición permanente, dándole así el nombre de parque de las esculturas. Tras el cercenamiento de una de las esculturas en junio de 2024, el parque quedó solo con dieciséis de las diecisiete que se encontraban.

## Historia

### Establecimiento inicial
Cuando la entonces conocida localidad de Cuautitlán pasó a llamarse Cuautitlán Izcalli y obtuvo su propio municipio el 22 de junio de 1973, el presidente de México Luis Echeverría, hizo acto de presencia en la entidad para colocar la primera piedra en este espacio geográfico, lo que marcaría el comienzo y fundación de la ciudad de Izcalli.
Una vez avanzadas las construcciones, el espacio pasó a convertirse en un parque ecoturístico por decreto del primer presidente municipal, debido a la necesidad de conservar áreas verdes; rescatándose así una porción del antiguo Rancho la Venta, que a su vez era parte de la Hacienda los Reyes y de San Pedro Cuamatla.

### Parque de las Esculturas
En 1976, gracias a que la escultora Charlotte Yazbek trabajó en conjunto para su edificación y obsequió diecisiete de sus esculturas esculpidas en bronce para exhibirlas de forma permanente como un museo al aire libre. Esto último hizo de este parque uno de los tres en todo el mundo en exhibir la obra de una sola artista, así como uno de los pocos parques que poseen tal número de piezas exhibidas al aire libre, junto a otros que se encuentran en Francia y Alemania. Dichas figuras en exhibición, fueron presentadas en la Feria Mundial de Nueva York de 1964, hazaña que además le otorgó a Yazbek una Distinción de Honor, concedida por el presidente Adolfo López Mateos.
La propia Charlotte estuvo a cargo de la supervisión y colocación de cada una de sus obras dentro del parque, y fue la comisionada de inaugurarlo bajo su nuevo nombre, Parque de las Esculturas.

### Eventos posteriores
Años más tarde, se instauraron dos pequeños lagos artificiales poblados por patos, juegos infantiles, y áreas para organizar días de campo. Está dividido en cuatro jardines: jardín del arte, jardín del maguey, jardín del pirul, y jardín del encuentro.
Del 16 al 18 de febrero de 2024, dentro del parque se llevó a cabo el tercer Festival del Vino y Queso de Cuautitlán Izcalli, del cual dos días después de su finalización, se informó que proveo una derrama económica mayor a tres millones de pesos para la ciudad de Cuautitlán Izcalli. El 18 de junio, se reportó el cercenamiento de la escultura «Vendedor de Esperanzas» en un intento de robo, a la cual la cortaron de los pies para arriba para tratar de llevársela, pero por su peso no lograron extraerla fuera del parque. Desde entonces, se desconoce el paradero de la escultura, la cual no se remodeló y no se anunció si volvería a restaurarse, ya que en su lugar solo permaneció la base, lo que dejó al parque con dieciséis de las diecisiete obras de Charlotte Yazbek que originalmente se exponían.